# Polydactylus virginicus
Polydactylus virginicus és una espècie de peix pertanyent a la família dels polinèmids.

## Descripció
- Pot arribar a fer 33 cm de llargària màxima[3] (normalment, en fa 20).
- 8-9 espines i 11 radis tous a l'aleta dorsal i 3 espines i 12-14 radis tous a l'anal.[4]

## Alimentació
Menja crustacis, matèria vegetal, poliquets i quetògnats durant la nit.

## Depredadors
Al Brasil és depredat per Carcharhinus porosus.

## Hàbitat
És un peix d'aigua marina i salabrosa, demersal i de clima tropical (41°N-14°S, 93°W-35°W) que viu fins als 55 m de fondària en fons sorrencs i fangosos del litoral, estuaris i manglars. És comú al voltant de les illes.

## Distribució geogràfica
Es troba a l'Atlàntic occidental: des de Nova Jersey (els Estats Units) fins al Brasil i l'Uruguai. És absent del nord i l'oest del golf de Mèxic.

## Observacions
És inofensiu per als humans.